# Owen Wilson
Owen Cunningham Wilson (Dallas, 1968. november 18. –) Golden Globe-díjra jelölt amerikai színész, humorista, filmproducer, valamint Oscar- és BAFTA-díjra jelölt forgatókönyvíró.
Gyakran dolgozik együtt Wes Anderson rendezővel: színészként és forgatókönyvíróként vett részt Anderson Petárda (1996), Okostojás (1998) és Tenenbaum, a háziátok (2001) című filmjeinek elkészítésében. Utóbbival legjobb forgatókönyv kategóriában Oscar- és BAFTA-díjakra jelölték. Feltűnt a rendező Édes vízi élet (2004), Utazás Darjeelingbe (2007), A Grand Budapest Hotel (2014) és A Francia Kiadás (2021) című munkáiban is. 2011-ben Woody Allen Éjfélkor Párizsban című romantikus vígjátékában játszott, mellyel Golden Globe-ra jelölték. 2014-ben szerepelt Paul Thomas Anderson Beépített hiba és Peter Bogdanovich Megőrjít a csaj című filmjében.
Humoros szerepekben volt látható olyan filmvígjátékokban, mint a Zoolander, a trendkívüli (2001), a Starsky és Hutch (2004), az Ünneprontók ünnepe (2005), az Én, a nő és plusz egy fő (2006), a Honnan tudod? (2010), a Vad évad (2011) és a Gyakornokok (2013), emellett szerepelt az Éjszaka a múzeumban-filmsorozatban is (2005–2014).
Szinkronszínészként hangját kölcsönözte a Verdák-sorozatban (2006–), A fantasztikus Róka úrban (2009), a Marmaduke – A kutyakomédiában (2010) és a Pulykalandban (2013).
2021-től a Loki című televíziós sorozatban kapott főszerepet.

## Élete
Wilson Dallasban született. Édesanyja Laura Wilson (született Cunningham) fotográfus, apja, Robert Andrew Wilson reklámszakember és egy köztelevízió operátora. A család ír-amerikai származású és római katolikus vallású. Wilson Dallasban a The Lamlighter Schoolba járt, majd a St. Mark's School of Texasba, ahonnan eltanácsolták, miután tizedik osztályban elcsente tanára noteszét, hogy hamarabb befejezhesse a leckéjét. Középiskolai végzős évében Wilson a New Mexico Military Institute diákja is volt.
1991-ben Los Angelesbe költözött fivéreivel, Luke-kal és Andrew-val a színészi karrier reményében.

## Karrierje
A fivérek már első filmjükkel, a Petárdával sikereket értek el Wes Anderson rendezővel, akivel Owen további két alkalommal dolgozott együtt. Az Okostojás volt kettejük második forgatókönyve, ami részben Wilsonnak a St. Markról való saját fiatalkori elbocsátásán alapszik. A filmben ő maga nem tűnik fel, ám a DVD-kommentárban Andersonnal felfedik, hogy Wilson egy amolyan látszólagos-cameo szerepben felbukkan, mint Rosemary Cross elhunyt férje, Edward Appleby. Appleby fotói Ms. Cross szobájában Wilson gyermekkori képei.
Wilson hamarosan több nagy költségvetésű film kisebb szerepeiben tűnt fel, úgymint A kábelbarát, Ben Stiller rendezésében, aki a Petárda egyik első értékelője volt. Az Anakonda, az Armageddon és Az átok című filmeket követően Owen kiugrását a 2000-es akcióvígjáték, a Jackie Chan: Új csapás hozta meg, amiben a hongkongi akciósztár, Jackie Chan partnere volt. A film közel 100 millió dollárt hozott világszerte.
Gene Hackmannek feltűnt Owen alakítása az Új csapásban, így javasolta őt a 2001-es Ellenséges terület főszerepére maga mellé; ez a film volt eddig Wilson egyetlen drámai főszerepe. Szintén 2001-ben, Anderson és Wilson megírták harmadik közös filmjüket, a Tenenbaum, a háziátokot, ami ismét kritikai és anyagi sikerekben részesült. A főszerepekben igazi sztárparádét köszönthetett a néző: Gene Hackman, Anjelica Huston, Ben Stiller, Bill Murray, Gwyneth Paltrow, Luke Wilson és Danny Glover. Wilson egy emlékezetes mellékszerepben tűnt fel, mint a professzorból lett bestselleríró, Eli Cash. Az íróknak a film meghozta a legjobb eredeti forgatókönyv Oscar-jelölését.
Owen visszatért a buddy comedy műfajához 2002-ben az Én, a kém című filmmel, amiben Eddie Murphy volt a partnere. A tévésorozat mozira ültetése azonban megbukott a pénztáraknál. Wilson ismét együtt forgatott Channel a Londoni csapásban (2003), együttműködött Ben Stillerrel a Zoolander, a trendkívüliben (2001) és a Starsky és Hutch filmváltozatában (2004), s Vince Vaughnnal sikerre vitték a 2005-ös Ünneprontók ünnepét, ami egyedül az USA-ban 200 millió dollárt hozott. 2006-ban Wilson szolgáltatta Villám McQueen hangját a Verdákban, a főszerepet játszotta az Én, a nő és plusz egy főben, s az év végén feltűnt az Éjszaka a múzeumban című filmben is, újfent Stiller oldalán.
Mivel színészi naptárja meglehetősen zsúfolt volt, nem tudott együttműködni Wes Andersonnal negyedik filmjében, az Édes vízi életben forgatókönyvíróként, így helyét Noah Baumbach töltötte be. Azonban szerepet vállalt a filmben, mint Bill Murray esetleges fia, Ned Plimpton, s ezt a szerepet külön Wilsonra írták. Anderson következő alkotása, a 2007-es Utazás Darjeelingbe szintén nem készülhetett el közreműködése nélkül.

## Magánélete
Owen Wilsonnak korábban kapcsolata volt Demi Moore-ral, Sheryl Crow-val és legutóbb Kate Hudsonnel, akivel 2007 májusában szakított.
2007. augusztus 26-án Wilsont a Kalifornia államban található Santa monicai Szent János kórházba szállították, miután öngyilkosságot kísérelt meg Santa Monica-i otthonában, ahol állítólag felvágta ereit a csuklóján és túladagolta magát gyógyszerekkel. Miután stabilizálták állapotát, átszállították a Cedars-Sinai Medical Centerbe, Los Angelesbe. Augusztus 27-én Wilson közleményt adott ki: „Tisztelettel kérem a médiát, engedjék meg, hogy ellássanak és privát körülmények között gyógyuljak fel ezen nehéz időszakban.” Két nappal később a színész kiszállt a Tropic Thunder című filmből, amit barátja, Ben Stiller rendezett, s egyben a főszerepet is ő játssza. Helyére Matthew McConaughey került.
Október 4-én Wilson részt vett az Utazás Darjeeling Los Angeles-i premierjén.

## Filmográfia

### Film

#### Író és producer
| Év   | Magyar cím               | Eredeti cím          | Feladatkör | Feladatkör   | Megjegyzések                    |
| Év   | Magyar cím               | Eredeti cím          | Író        | Producer     | Megjegyzések                    |
| ---- | ------------------------ | -------------------- | ---------- | ------------ | ------------------------------- |
| 1993 |                          | Bottle Rocket        | Igen       | Nem          | rövidfilm társíró: Wes Anderson |
| 1996 | Petárda                  | Bottle Rocket        | Igen       | Nem          | társíró: Wes Anderson           |
| 1997 | Lesz ez még így se!      | As Good as It Gets   | Nem        | Társproducer |                                 |
| 1998 | Okostojás                | Rushmore             | Igen       | Vezető       | társíró: Wes Anderson           |
| 2001 | Tenenbaum, a háziátok    | The Royal Tenenbaums | Igen       | Vezető       | társíró: Wes Anderson           |
| 2006 | Én, a nő és plusz egy fő | You, Me and Dupree   | Nem        | Igen         |                                 |
| 2009 |                          | Becoming Icizzle     | Nem        | Igen         |                                 |
| 2023 |                          | Paint                | Nem        | Vezető       |                                 |

#### Színész
| Év   | Magyar cím                          | Eredeti cím                                      | Szerep                                     | Magyar hang         | Rendező                 |
| ---- | ----------------------------------- | ------------------------------------------------ | ------------------------------------------ | ------------------- | ----------------------- |
| 1996 | Petárda                             | Bottle Rocket                                    | Dignan                                     | Dózsa Zoltán        | Wes Anderson (1.)       |
| 1996 | A kábelbarát                        | The Cable Guy                                    | Robin udvarlója                            | Balázsi Gyula       | Ben Stiller (1.)        |
| 1996 | A kábelbarát                        | The Cable Guy                                    | Robin udvarlója                            | Széles László       | Ben Stiller (1.)        |
| 1997 | Anakonda                            | Anaconda                                         | Gary Dixon                                 | Tzafetás Roland     | Luis Llosa              |
| 1998 | Armageddon                          | Armageddon                                       | Oscar Choi, geológus                       | Anger Zsolt         | Michael Bay             |
| 1998 | A nap árnyékos oldalán              | Permanent Midnight                               | Nicky                                      | Zámbori Soma        | David Veloz             |
| 1999 | Az átok                             | The Haunting                                     | Luke Sanderson                             | Dévai Balázs        | Jan de Bont             |
| 1999 | Bajnokok reggelije                  | Breakfast of Champions                           | Monte Rapid                                | Breyer Zoltán       | Alan Rudolph            |
| 1999 | Az idegen                           | The Minus Man                                    | Vann Siegert                               | Karácsonyi Zoltán   | Hampton Fancher         |
| 2000 | Jackie Chan: Új csapás              | Shanghai Noon                                    | Roy O'Bannon                               | Széles László       | Tom Dey (1.)            |
| 2000 | Apádra ütök                         | Meet the Parents                                 | Kevin Rawley                               | Crespo Rodrigo      | Jay Roach (1.)          |
| 2001 | Zoolander, a trendkívüli            | Zoolander                                        | Hansel McDonald                            | Rékasi Károly       | Ben Stiller (2.)        |
| 2001 | Tenenbaum, a háziátok               | The Royal Tenenbaums                             | Elijah Cash                                | Stohl András        | Wes Anderson (2.)       |
| 2001 | Ellenséges terület                  | Behind Enemy Lines                               | Chris Burnett hadnagy                      | Széles Tamás        | John Moore              |
| 2002 | Én, a kém                           | I Spy                                            | Alex Scott különleges ügynök               | Széles László       | Betty Thomas            |
| 2003 | Londoni csapás                      | Shanghai Knights                                 | Roy O'Bannon                               | Széles László       | David Dobkin (1.)       |
| 2003 |                                     | Yeah Right!                                      | önmaga (cameo)                             |                     | Ty Evans                |
| 2003 | Spike Jonze                         | Yeah Right!                                      | önmaga (cameo)                             |                     |                         |
| 2004 | A nagy zsozsó                       | The Big Bounce                                   | Jack Ryan                                  | Széles László       | George Armitage Miller  |
| 2004 | Starsky és Hutch                    | Starsky & Hutch                                  | Ken Hutchinson                             | Széles Tamás        | Todd Phillips           |
| 2004 | 80 nap alatt a Föld körül           | Around the World in 80 Days                      | Wilbur Wright                              | Stohl András        | Frank Coraci            |
| 2004 | Édes vízi élet                      | The Life Aquatic with Steve Zissou               | Ned Plimpton                               | Széles László       | Wes Anderson (3.)       |
| 2004 | Vejedre ütök                        | Meet the Fockers                                 | Kevin Rawley                               | Crespo Rodrigo      | Jay Roach (2.)          |
| 2005 | A Wendell Baker balhé               | The Wendell Baker Story                          | Neil King                                  | Dózsa Zoltán        | Andrew Wilson           |
| 2005 | A Wendell Baker balhé               | The Wendell Baker Story                          | Neil King                                  | Dózsa Zoltán        | Luke Wilson             |
| 2005 | Ünneprontók ünnepe                  | Wedding Crashers                                 | John Beckwith                              | Széles László       | David Dobkin (2.)       |
| 2006 | Verdák                              | Cars                                             | Villám McQueen (hangja)                    | Tóth Roland         | John Lasseter (1.)      |
| 2006 | Matuka és az UFO-fény (rövidfilm)   | Mater and the Ghostlight                         | Villám McQueen (hangja)                    | Tóth Roland         | John Lasseter (2.)      |
| 2006 | Én, a nő és plusz egy fő            | You, Me and Dupree                               | Randy Dupree                               | Széles László       | Joe és Anthony Russo    |
| 2006 | Éjszaka a múzeumban                 | Night at the Museum                              | Jedediah Smith                             | Miller Zoltán       | Shawn Levy (1.)         |
| 2007 | Utazás Darjeelingbe                 | The Darjeeling Limited                           | Francis Whitman                            | Széles László       | Wes Anderson (4.)       |
| 2008 | Fúrófej Taylor                      | Drillbit Taylor                                  | Fúrófej Taylor                             | Miller Zoltán       | Steven Brill            |
| 2008 | Marley meg én                       | Marley & Me                                      | John Grogan                                | Széles László       | David Frankel (1.)      |
| 2008 | Csak a testeden át!                 | Over Her Dead Body                               | telefonáló férfi (stáblistán nem szerepel) |                     | Jeff Lowell             |
| 2009 | Éjszaka a múzeumban 2.              | Night at the Museum: Escape from the Smithsonian | Jedediah Smith                             | Bolba Tamás         | Shawn Levy (2.)         |
| 2009 | A fantasztikus Róka úr              | Fantastic Mr. Fox                                | Skip edző (hangja)                         | Tarján Péter        | Wes Anderson (5.)       |
| 2010 | Marmaduke – A kutyakomédia          | Marmaduke                                        | Marmaduke (hangja)                         | Kálloy Molnár Péter | Tom Dey (2.)            |
| 2010 | Honnan tudod?                       | How Do You Know                                  | Matty Reynolds                             | Széles László       | James L. Brooks         |
| 2010 | Utódomra ütök                       | Little Fockers                                   | Kevin Rawley                               | Crespo Rodrigo      | Paul Weitz              |
| 2011 | Elhajlási engedély                  | Hall Pass                                        | Rick                                       | Széles László       | Peter és Bobby Farrelly |
| 2011 | Éjfélkor Párizsban                  | Midnight in Paris                                | Gil                                        | Viczián Ottó        | Woody Allen             |
| 2011 | Verdák 2.                           | Cars 2                                           | Villám McQueen (hangja)                    | Tóth Roland         | John Lasseter (3.)      |
| 2011 | Vad évad                            | The Big Year                                     | Kenny Bostick                              | Széles László       | David Frankel (2.)      |
| 2013 | Gyakornokok                         | The Internship                                   | Nick                                       | Széles Tamás        | Shawn Levy (3.)         |
| 2013 | Pulykaland                          | Free Birds                                       | Reggie (hangja)                            | Stohl András        | Jimmy Hayward           |
| 2013 | Ki van itt?                         | You Are Here                                     | Steve Dallas                               | Széles László       | Matthew Weiner          |
| 2014 | A Grand Budapest Hotel              | The Grand Budapest Hotel                         | M. Chuck                                   | Széles László       | Wes Anderson (6.)       |
| 2014 | Tarkavidék hőse                     | The Hero of Color City                           | Ricky a sárkány (hangja)                   |                     | Frank Gladstone         |
| 2014 | Beépített hiba                      | Inherent Vice                                    | Coy Harlingen                              | Miller Zoltán       | Paul Thomas Anderson    |
| 2014 | Éjszaka a múzeumban – A fáraó titka | Night at the Museum 3                            | Jedediah                                   | Viczián Ottó        | Shawn Levy (4.)         |
| 2014 | Megőrjít a csaj                     | She's Funny That Way                             | Arnold Albertson                           | Széles László       | Peter Bogdanovich       |
| 2015 | Kiút nélkül                         | No Escape                                        | Jack Dwyer                                 | Széles László       | John Erick Dowdle       |
| 2016 | Zoolander 2.                        | Zoolander No. 2                                  | Hansel McDonald                            | Crespo Rodrigo      | Ben Stiller (3.)        |
| 2016 | Lángelmék                           | Masterminds                                      | Steve Chambers                             | Crespo Rodrigo      | Jared Hess              |
| 2017 | Elveszve Londonban                  | Lost in London                                   | önmaga                                     | Crespo Rodrigo      | Woody Harrelson         |
| 2017 | Verdák 3.                           | Cars 3                                           | Villám McQueen (hangja)                    | Tóth Roland         | Brian Fee               |
| 2017 | Az igazi csoda                      | Wonder                                           | Nate Pullman                               | Széles László       | Stephen Chbosky         |
| 2017 | Apavadászat                         | Father Figures                                   | Kyle Reynolds                              | Crespo Rodrigo      | Lawrence Sher           |
| 2021 | Mámor                               | Bliss                                            | Greg Wittle                                | Crespo Rodrigo      | Mike Cahill             |
| 2021 | A Francia Kiadás                    | The French Dispatch                              | Herbsaint Salzerac                         | Crespo Rodrigo      | Wes Anderson (7.)       |
| 2022 | Vegyél el                           | Marry Me                                         | Charlie Gilbert                            | Crespo Rodrigo      | Kat Coiro               |
| 2022 | Titkos főhadiszállás                | Secret Headquarters                              | Jack Kincaid / Az őrző                     | Crespo Rodrigo      | Henry Joost             |
| 2022 | Titkos főhadiszállás                | Secret Headquarters                              | Jack Kincaid / Az őrző                     | Crespo Rodrigo      | Ariel Schulman          |
| 2023 | A Hangya és a Darázs: Kvantumánia   | Ant-Man and the Wasp: Quantumania                | Mobius M. Mobius                           | Crespo Rodrigo      | Peyton Reed             |
| 2023 |                                     | Paint                                            | Carl Nargle                                |                     | Brit McAdams            |
| 2023 | Kísértetkastély                     | Haunted Mansion                                  | Kent atya                                  | Crespo Rodrigo      | Justin Simien           |

### Televízió
| Év        | Magyar cím          | Eredeti cím          | Szerep                       | Megjegyzések                                   |
| --------- | ------------------- | -------------------- | ---------------------------- | ---------------------------------------------- |
| 1999      |                     | Heat Vision and Jack | Heat Vision (hangja)         | rövidfilm                                      |
| 2001      | Texas királyai      | King of the Hill     | Rhett Van Der Graaf (hangja) | 1 epizód                                       |
| 2010      | Balfékek            | Community            | tanulócsoport vezetője       | 1 epizód (stáblistán nem szerepel)             |
| 2013      | Tömény történelem   | Drunk History        | John Harvey Kellogg          | 1 epizód                                       |
| 2014      | Verdanimációk       | Cars Toons           | Villám McQueen (hangja)      | - 1 epizód - magyar hangja: - Tóth Roland      |
| 2016–2021 | Saturday Night Live | Saturday Night Live  | Hansel McDonald / önmaga     | 2 epizód                                       |
| 2019      |                     | Documentary Now!     | Ra-Shawbard atya             | 2 epizód                                       |
| 2021      | Loki                | Loki                 | Mobius M. Mobius             | - főszereplő - magyar hangja: - Crespo Rodrigo |
| 2025      | Stick               | Stick                | Pryce Cahill                 | főszereplő (10 epizód)                         |

## Fordítás
- Ez a szócikk részben vagy egészben  az   Owen Wilson című angol Wikipédia-szócikk fordításán alapul.  Az eredeti cikk szerkesztőit annak laptörténete sorolja fel. Ez a jelzés csupán a megfogalmazás eredetét és a szerzői jogokat jelzi, nem szolgál a cikkben szereplő információk forrásmegjelöléseként.